# Wadeck Stanczak
Wadeck Stanczak, właściwie Wadek Jean André Stanczak (ur. 30 listopada 1961 roku w Arpajon, pod Paryżem) – francuski aktor filmowy, telewizyjny i teatralny, który ma korzenie polskie.

## Życiorys
Jego rodzina ze strony ojca jest polskiego pochodzenia. Do Francji wyemigrował jego dziadek. Po ukończeniu szkoły i odbyciu służby wojskowej, próbował najrozmaitszych zawodów. Uprawiając od lat taekwondo, z powodzeniem wykonywał zawód wykidajły w nocnym lokalu, później był barmanem. Koledzy namówili go, aby wystąpił jako statysta-kaskader w spektaklu, którym Johnny Hallyday przygotowywał w paryskim Pałacu Sportów. Przystąpił do próby i został przyjęty. I tam właśnie zwrócono na niego uwagę.
Na duży ekran trafił w 1984 roku w melodramacie wojennym Les Cavaliers de l'orage. Następnie otrzymał jedną ze swych ważniejszych ról jako Christian, najstarszy uciekinier z domu poprawczego w dramacie sensacyjnym Poza prawem (Hors-la-loi, 1985). Uznanie krytyki zdobył po melodramacie Rendez-vous (1985) w uhonorowanej nagrodą Cezara roli czystego i naiwnego Paulota, który przeżywa swą pierwszą miłość z Juliette Binoche, ale rywalizując z tak doświadczonymi uwodzicielami jak Lambert Wilson i Jean-Louis Trintignant poznaje też uczucie zazdrości i nienawiści. Dużym zainteresowaniem publiczności cieszył się mroczny dramat psychologiczny Miejsce zbrodni (Le Lieu du crime, 1986), gdzie zagrał u boku Catherine Deneuve. Pojawił się także w filmie Powrót Casanovy (Le Retour de Casanova, 1992) z Alainem Delonem, który zagrał tytułowego uwodziciela.
W 1996 występował na scenie Théâtre Sylvia Montfort w spektaklu Mądra żona Carla Goldini'ego.

## Nagrody
- 1986:Rendez-vous Cezar za najbardziej obiecujący debiut

## Wybrana filmografia

### Filmy kinowe
- 2005: El Derechazo jako Señor Vargas
- 2005: Królowie przeklęci (Les Rois maudits) jako Connétable Gaucher
- 2000: Là-bas... mon pays jako Francis
- 2000: Furia jako Laurence
- 1997: Les Couleurs du diable jako Nicolas
- 1996: C'est jamais loin jako Christian Chapuis
- 1993: Le Linge sale
- 1992: Powrót Casanovy (Le Retour de Casanova) jako Lorenzi
- 1992: La Vie Crevee
- 1991: L'Autre jako mężczyzna przy wdowie
- 1990: Cellini (Una Vita scellerata) jako Benvenuto Cellini
- 1989: Chimère jako Léo
- 1988: La Lumiere du Lac jako Marco
- 1987: Ennemis intimes jako Paul Tayar
- 1986: Désordre jako Yvan
- 1985: Rendez-vous jako Paulot
- 1985: Poza prawem (Hors-la-loi) jako Christian
- 1984: Les Cavaliers de l'orage jako Ange
- 1983: Piege a Flics

### Filmy TV
- 1999: Retour à Fonteyne jako Guillaume
- 1999: Brigade des mineurs jako Stéphane Delage
- 1995: Anamitka (L'Annamite) jako ojciec Brene
- 1991: Les Carnassiers jako Bernie Delorme
- 1986: Miejsce zbrodni (Le Lieu du crime) jako Martin

### Filmy dokumentalne
- 1986: Étoiles et toiles

### Seriale TV
- 2005: Vérité oblige jako Serge Nedelec
- 2003: Sami jako Philippe Martel
- 2002: Le juge est une femme jako Didier Portal
- 1998: Marseille jako Michel Favier
- 1998: Les Marmottes jako Max
- 1996: The Adventures of Smoke Belliou: The Motherlode of the Yukon (Chercheurs d'or) jako Belliou/Smoke Bellew
- 1996: The Adventures of Smoke Belliou: Stake Your Claim (Chercheurs d'or) jako Belliou/Smoke Bellew
- 1986: Série noire jako Phil